# Enfermos de amor
Enfermos de amor (en rumano: Legături bolnăvicioase) es una película rumana dirigida por Tudor Giurgiu en 2006. El filme es una historia de amor lésbica adaptada de una novela de Cecilia Ștefănescu y ha sido comparada con My Summer of Love.

## Argumento
Alex y Kiki son amigas de la Universidad de Bucarest, viven en el mismo edificio y se dan cuenta del gran amor que siente una por la otra.
Para sus familias las mujeres son como hermanas y no se imaginan su relación, pero tienen un inconveniente: Sandu el hermano de Kiki, que siente un amor y unos celos enfermizos por esta. La película termina en tragedia cuando Alex le pide a Kiki que no la vuelva a buscar, ya que no valía la pena seguir la relación si Sandu estaba en el medio de ellas.

## Reparto
- Maria Popistasu como Kiki.
- Ioana Barbu como Alex.
- Tudor Chirila como Sandu.
- Catalina Murgea como la señorita Benes.
- Mircea Diaconu como el señor Dragnea.
- Virginia Mirea como la señorita Dragnea.
- Tora Vasilescu como la señorita Parvulescu.
- Valentin Popescu como el señor Parvulescu.
- Mihai Dinvale como el profesor Mihailescu.
- Carmen Tanase como camarera.
- Puya como taxista.
- Mihaela Radulescu como la señorita Negulescu
- Robert Paschall Jr. como Bo.